# 키노아이
키노아이(영어: Kino Eye, 러시아어: Кино-глаз 키노글라주[*])은 영화의 눈이라는 뜻이며 베르토프가 창설하고 이끈 집단과 그 운동에 붙인 이름이다. 이 용어는 이 집단의 작업 방식을 지칭하기도 하며, 베르토프가 원숙기로 접어드는 시기인 1924년에 제작된 장편영화의 제목이기도 하다.

## 키노아이 선언문
나는 키노-아이(영화의 눈)다. 나는 기계의 눈이다. 기계인 나는 당신에게 나만이 볼 수 있는 세상을 보여준다.

지금 그리고 앞으로도 영원히 나는 나 자신을 인간의 부동성에서 해방 시킨다. 나는 끊임없이 움직이며 사물에 가까이 갔다가 다시 멀어진다. 나는 그 사물들 밑을 기어 다니고 그 위로 기어 올라간다. 나는 질주하는 말의 재갈과 함께 움직인다. 나는 군중 속으로 전속력으로 뛰어들어가고, 달리는 병사들을 추월한다. 나는 비행기 위에 누워 비행기와 같이 상승한다. 나는 활공하고 요동치는 동체와 함께 활공하고 흔들린다. 이제 나, 카메라는 비행기들의 합성력에 내 몸을 맡긴 채 날아다니며 움직임을 기록하며, 혼돈스런 움직임 속에서 카메라를 혼돈스런 움직임 속에서 카메라를 조종하고 가장 복잡한 조합으로 이루어진 움직임을 시작으로 한다.

1초에 16~17개의 프레임의 법칙에서 자유로워져, 시간과 공간의 제약으로부터 자유롭게, 어디서 촬영을 했건 상관없이 나는 이 세상에 있는 어느 곳이라도 함께 연결한다. 

나의 길은 세상에 대한 새로운 지각을 창조하는 것으로 나아간다. 나는 당신이 모르는 미지의 세계를 새로운 방식으로 해석한다.